# 岐阜のたてかよこ
『岐阜のたてかよこ』は、主婦と生活社のウェブコミックサイト・パチクリ!で連載されているたてかよこによる4コマ漫画。または、同作を原作とするテレビアニメ。

## 登場人物

### 主要人物
たてかよこ
声 - 小原莉子
本作の主人公。
ネコのミーチェ
声 - 徳井青空
ネコ。
うさバレリーナのりんちゃん
声 - 小野早稀
ウサギ。
牛乳おんな
声 - 前内孝文
牛乳。
しば彦
声 - 前内孝文
シバイヌ。
下呂かえるのやたろう
声 - 佐伯伊織
カエル。

### もちねこトリオ
いちごにゃん
声 - 髙橋麻里
苺のネコ。
あんにゃん
声 - 笹翼
餡子のネコ。
みたらしにゃん
声 - 谷尻まりあ
みたらしのネコ。

### その他
ブタのぬいぐるみブータ
声 - 無し
ブタ。

## スタッフ
- 原作 - たてかよこ、MMDGP
- キャラクター原案 - たてかよこ
- 監督 - ナミキヒロシ
- 音楽製作 - オブジェクト
- 音楽監督 - 吉村尚
- アニメーション - 勝鬨スタジオ

## 主題歌
「ごへいもちなきもち」
作詞・作曲 - 佐々木宏人 / 歌 - 岐阜のこはらりこ

## 各話リスト
| 話数 | サブタイトル                  |
| ---- | ----------------------------- |
| 1    | 自己紹介                      |
| 2    | 出会い〜牛乳おんなさん〜      |
| 3    | ゴッキー                      |
| 4    | たき火に栗を入れると危険やよ  |
| 5    | ほのかな恋心やん              |
| 6    | もちねこトリオ                |
| 7    | 牛乳おんなさんやん            |
| 8    | 岐阜の川でさかなとりやん      |
| 9    | プ〜ン                        |
| 10   | カラオケ大会                  |
| 11   | 大根 LOVE in 牛乳村           |
| 12   | ハエ取り紙                    |
| 13   | つくし                        |
| 14   | ごへいもち                    |
| 15   | やたろう 出会い in 下呂温泉   |
| 16   | とろろ                        |
| 17   | 土手すべり                    |
| 18   | きのこ狩り                    |
| 19   | くそあつい！                  |
| 20   | 郡上おどり                    |
| 21   | ちっちゃくなっちゃった！      |
| 22   | 気になっちゃう！by あんにゃん |
| 23   | つづはらでいちご狩り          |
| 24   | かつまたのたまご              |
| 25   | とーのー弁                    |
| 26   | ごへいもちパーティやよ！      |

## 放送局
- TOKYO MX / 木曜 21時54分 - 「あにまる劇場」内
- テレビ愛知 / 月曜 8時 - 「はちまるまる」内
- 関西テレビ / 火曜 4時24分 - 「音エモン」内